# Дарьен (провинция)
Дарьен (исп. Darién) — одна из провинций Панамы. Административный центр — город Ла-Пальма.

## География
Площадь провинции составляет 11 866 км². Расположена на востоке страны. Граничит с Колумбией (на юге и востоке), провинцией Панама (на северо-западе) и комарками: Эмбера-Воунаан, Куна-де-Варганди и Гуна-Яла. Омывается водами Тихого океана (на юго-западе) и Панамского залива (на западе). Центральная часть территории Дарьен представляет собой холмистую равнину, омываемую реками Туира и Чукунаке, и окружённую горными массивами Сан-Блас, Багре, Пирре и Сальтос. Наиболее высокие горы — Такаркуна (2280 м), Пинья (1581 м), Пирре (1569 м), Нике (1550 м) и Чуканти (1430 м).

### Особо охраняемые природные территории
В центральной части побережья залива Сан-Мигель расположен заповедник Пунта Патиньо.
На территории провинции расположен национальный парк Дарьен, который является объектом Всемирного наследия ЮНЕСКО.

### Климат
Годовая норма осадков на побережье вблизи городка Гарачине составляет от 1700 до 2000 мм, тогда как предгорья во внутренних районах провинции принимают вплоть до 8000 мм осадков в год, что делает их одним из наиболее влажных регионов планеты. Средние температуры изменяются в зависимости от высоты от 17 до 35 °C.

## Население
Население провинции по данным на 2010 год составляет 48 378 человек. Плотность населения — всего 4,08 чел./км².

## Административное деление
В административном отношении делится на 2 округа:
- Чепигана (исп. Chepigana)
- Пиногана (исп. Pinogana)

На территории провинции находится субпровинциальная комарка Куна-де-Варганди.